# George Stobbart
George Stobbart è il protagonista della serie Broken Sword di Revolution Software. Stobbart attualmente vive in California. È un avvocato a cui piace viaggiare e affascinato dalla storia (è anche capace di leggere il latino) e, soprattutto dai misteri. La sua voce nella versione originale è dell'attore Rolf Saxon, mentre nella versione italiana la voce è di Claudio Beccari.

## Caratteristiche
Indubbiamente ha un grande spirito di iniziativa, forza d'animo e tenacia, considerando che inizia sempre le sue avventure rischiando la vita, ed il corso del gioco consiste sempre in una questione personale che lentamente diviene una ricerca che riguarda la salvezza del mondo.
Nel terzo gioco appare più giovane di quanto non fosse precedentemente, tuttavia mantiene i suoi caratteristici capelli biondi, tagliati corti dietro la testa, ma lasciati lunghi in fronte e pettinati ai lati.
Sebbene George qualche volta mantenga la serietà tipica di chi salva continuamente il mondo più spesso tende ad essere piuttosto sarcastico e precisare l'ovvio, in generale a sdrammatizzare, inoltre non tralascia di mostrare un'incredibile faccia tosta nel porre domande ed inventarsi qualifiche.
Si apprende poco della sua famiglia nei giochi, se non che il padre è morto tra il primo ed il secondo gioco, circostanza che lo ha tenuto via da Parigi nel suddetto intervallo temporale. Sembra che George abbia una trentina d'anni (almeno ne "Il Sonno del Drago") sia per il suo aspetto sia perché sembra essere nato negli anni sessanta-settanta, dato che suo padre era chiaramente un hippie.

## Legami
Il rapporto di George con la foto-giornalista freelance francese Nicole Collard (divenuta progressivamente co-protagonista), è abbastanza complesso: ella è affascinata dal suo senso dell'umorismo (quando non esagera) e dal suo coraggio (quando esagera), il che ha portato al fidanzamento durante il primo gioco, che però è stato interrotto nell'intervallo tra i primi due episodi (causa assenza di George andato ad assistere il padre), ed è ripreso durante il secondo per terminare definitivamente tra il secondo ed il terzo titolo della serie (nell'introduzione del terzo capitolo della serie George dice: "c'era una ragazza francese, ma non ha funzionato"). I due personaggi mantengono comunque una notevole intesa e la loro coppia è una delle più affiatate dei videogiochi.
Nel quarto capitolo del gioco il legame viene affievolito dalla nuova comparsa di Anna Maria di cui George si innamora a un livello che sembra superiore a quello di Nico tanto da scatenare la gelosia della stessa.
Legame che non si potrà protrarre nel futuro a causa del decesso di Anna Maria alla fine del quarto capitolo.
George fa anche diverse altre conoscenze particolari nei vari paesi in cui viaggia. Tra i più bizzarri vi sono sicuramente gli Henderson (Pearl e Duane) eternamente turisti in giro per il mondo (anche se Duane, forse, è un agente della CIA) ed il gendarme, forte bevitore, che George incontra sempre in un Cafe a Mountfacon.
George ha anche un avversario: André Lobineau, uno studioso di Storia che Nicole conosce sin dai tempi del college e che si considera un rivale per d'amore benché i sentimenti di lei diventino sempre più chiari nel corso delle avventure.
I veri nemici di George variano in base al gioco, ma comprendono sempre affiliati della setta dei Neo-Templari, una setta nata con lo scopo di giungere a controllare il mondo. Difatti, benché l'organizzazione sia stata distrutta al termine del primo capitolo, George incontra lo scagnozzo Flap (nel terzo episodio), un ex-membro premio Nobel dell'Europa dell'est (terzo episodio) ed il redivivo (ex-) Gran Maestro al termine del terzo capitolo.